# Die seltsame Historia von den Schiltbürgern
Die seltsame Historia von den Schiltbürgern ist ein Puppentrickfilm von Johannes Hempel von 1958/1961. Er war der erste längere  Animationsfilm in der DDR . Einige Zeit nach der Erstaufführung wurde der Film nicht mehr  gezeigt.

## Inhalt
Weil die Männer von Schiltburg als besonders klug und geschickt gelten, werden sie von verschiedenen Fürsten an ihre Höfe geholt und in Dienst gestellt. Währenddessen müssen die Frauen allein die Stadt am Laufen halten. Darüber sind sie sehr unzufrieden, und auf Initiative von Frau Federkiel, der Frau des Archivars und Stadtchronisten, schreiben sie ihren Männern Briefe und bitten um deren Rückkehr. Die Fürsten gewähren den Schiltbürgern jedoch nur einen Urlaub. Da sie für immer zu Hause bleiben wollen, hat Meister Musikus eine Idee: Sie wollen sich fortan besonders dumm und närrisch verhalten, um aus dem Dienst ihrer Herren entlassen zu werden und in ihrer Stadt bleiben zu können. Herr Federkiel ist dagegen, wird von den anderen Männern aber überstimmt, und so wird die Idee in die Tat umgesetzt:
Ohne jeden Plan bauen sie ein dreieckiges Rathaus, mit einer Sonnenuhr, die nachts nach dem Mond gehen soll. Auf einem Berg fällen sie Bäume und tragen die Baumstämme für das Baugerüst ins Tal. Als ihnen einer hinunterfällt und ins Tal rollt, merken sie, dass sie sich unnötig viel Arbeit gemacht haben: Also tragen sie alle Baumstämme wieder auf den Berg, um sie hinunterrollen zu lassen. Inzwischen schicken die Fürsten drohende Briefe und fordern die Schiltbürger zur Rückkehr auf. Herr Federkiel glaubt, dass die Herrschenden mit Dummköpfen noch leichteres Spiel haben, und warnt vor dem Untergang der Stadt, doch er wird ignoriert und verlacht.
Beim Bezug des Rathauses fällt den Schiltbürgern auf, dass sie die Fenster vergessen haben. Daher versuchen sie, das Sonnenlicht in Körben, Säcken und anderen Gefäßen ins Rathaus zu tragen. Als das nicht funktioniert, decken sie das Dach des Rathauses ab – bis im kommenden Winter die Ratsherren eingeschneit werden und das Dach wieder gedeckt wird.
Inzwischen hat der Kaiser durch Flugblätter von den Narrheiten der Schiltbürger erfahren und will die Stadt besuchen. Dort bereitet man die feierliche Begrüßung des Kaisers vor: Meister Musikus schreibt eine gereimte Begrüßungsrede und wird dafür zum Bürgermeister ernannt. Der Baumeister will den Besuch des Kaisers sabotieren, indem er den Wagen des Kaisers mit viereckigen Rädern ausstattet und den Ehrenplatz auf einem mit Teppich abgedeckten Misthaufen errichtet. Der Kaiser glaubt, die Schiltbürger hätten tatsächlich den Verstand verloren, und gewährt ihnen Narrenfreiheit. Dadurch sind Recht und Gesetz in der Stadt aufgehoben und die Bürger haben gegenüber dem Kaiser keine Verpflichtungen mehr. Die Ratsherren wollen nun die Vernunft endgültig aus der Stadt verbannen, plündern die von Herrn Federkiel verwahrten Bücher und versenken sie im See. Die Narrenfreiheit führt zu einem Zerfall von Moral und gesellschaftlichem Zusammenhalt, nur die Kriminellen profitieren davon.
Eine Mäuseplage zehrt die Vorräte der Bürger auf und es regt sich Widerstand gegen den untätigen Bürgermeister, besonders unter den Frauen. Fremde Betrüger malen eine Katze blau an und verkaufen sie für 1000 Dukaten als „afrikanischen Mäusetiger“, der das Mäuseproblem allein beseitigen könne. Wegen ihrer Aussage, der Mäusetiger fresse „alles und jeden“, bekommen die Bürger nun aber Angst vor ihm. Beim Versuch, ihn mit Feuer zu vertreiben, brennen sie die ganze Stadt nieder und fliehen. „Einige von ihnen“, so der abschließende Kommentar des Erzählers, „trifft man heute noch.“

## Hintergründe
Johannes Hempel arbeitete mit seinen Mitarbeitern am DEFA-Studio für Trickfilme in Dresden seit 1958 an diesem Film, der das ähnlichnamige Volksbuch von 1562 als Vorlage hatte. Hunderte Puppen, Requisiten und Kulissen mussten für dieses Mammutwerk gebaut und bewegt werden. Es wurden eine Normalfassung und eine Breitfilmfassung in Totalvision mit Vier-Kanal-Ton angefertigt, wobei das Budget überzogen wurde. Die Entwürfe der Puppen stammten von Heinz-Ulrich Krause, das Szenenbild von Regisseur Jan Hempel sowie Walter Wallbaum.
Die Erstaufführung fand am 7. Dezember 1961 in Bautzen statt. Danach wurde er in weiteren Städten gezeigt. Es kam zu zunehmender Kritik von Funktionären und Rezensenten, da die Anspielungen auf Missmanagement und Borniertheit von leitenden Kadern in der DDR zu offensichtlich waren. Es wurde den Filmemachern Verschwendung von volkswirtschaftlichen Ressourcen vorgeworfen. Der Film verschwand aus der Öffentlichkeit ohne ein formelles Verbot, Johannes Hempel durfte keine Filme mehr drehen und wurde 1962 aus dem DEFA-Trickfilmstudio verdrängt.
2020 erschien der Film bei Icestorm Entertainment auf DVD. 2022 wurde eine restaurierte Fassung durch die DEFA-Stiftung angefertigt, die am 3. Dezember 2022 in Dresden durch das Deutsche Institut für Animationsfilm (DIAF) in Dresden erstmals vorgeführt wurde. Im September 2025 wird die digitalisierte Fassung des Films auf dem Filmfestival Cottbus zu sehen sein.

## Rezeption
Der Film wird für seine besondere historische und gesellschaftskritische Bedeutung gewürdig und mitunter als Rarität bezeichnet.
Das Lexikon des internationalen Films urteilte dagegen ziemlich verständnislos: „Ein technisch perfekter, aber betulicher und dramaturgisch altbackener Film.“